# Franck Chaumin
Franck Chaumin, né le 2 novembre 1969 à Blois, est un footballeur français évoluant au poste de gardien de but du milieu des années 1980 à la fin des années 1990. Il est reconverti entraîneur de gardien.

## Biographie

### En club
Franck Chaumin débute le football à l'US Mer à la fin des années 1970 et y évolue pendant une dizaine d'années. Il est ensuite formé à l'AJ Auxerre avant de partir à l'âge de 18 ans à l'INF Vichy avec qui il participe au Tournoi international espoirs de Toulon en 1989. L'INF Vichy termine sixième sur huit équipes et Franck Chaumin remporte la récompense du meilleur gardien de but du tournoi.
Franck Chaumin quitte l'INF Vichy à l'été 1989 et signe au Quimper CFC, club de Division 2, et joue vingt matchs lors de la saison 1989-1990 mais son équipe termine dernière et descend en Division 3.
Après une saison en D3, il signe au Gazélec Ajaccio et retrouve la D2. Il réalise deux saisons pleines, avec 38 matchs joués lors de sa première saison puis 37 matchs joués lors de la saison 1992-1993.
Il s'envole alors pour le FC Sochaux-Montbéliard en Division 1. Mais la concurrence est rude et il ne joue aucun match avec l'équipe première en deux saisons.
Il revient donc en D2 sous les couleurs du FC Mulhouse. Pour sa première saison 1995-1996, il joue 25 matchs, puis il enchaîne avec 27 matchs joués pour sa seconde saison. Il joue 33 matchs lors de la saison 1997-1998, sa dernière saison dans le football professionnel, puisqu'il quitte le FC Mulhouse à l'été 1998.
En novembre 1998, Chaumin rejoint l'Amicale de Lucé en CFA 2 afin de remplacer Stéphane Ferrand dans les buts. Mais, après seulement un mois de compétition, Chaumin se retire disant ne pouvoir assumer la compétition, le passage de son brevet d'état et l'éloignement de sa famille en Loire-Atlantique. Ferrand reprend alors sa place.

### En équipe nationale
Franck Chaumin compte trois sélections avec l'équipe de France espoirs : le 5 mars 1990, il joue en match amical contre l'équipe de RF Allemagne espoirs (défaite 0-1) au stade Pierre-Pibarot d'Alès, aux côtés notamment des futurs Champions du monde 1998 Bixente Lizarazu et Emmanuel Petit. Il joue un autre match en mars 1990 à Budapest contre l'équipe de Hongrie espoirs (défaite 1-0).
Puis il participe une seconde fois au Tournoi international espoirs de Toulon. Il ne participe qu’au premier match, face à l'équipe d'URSS espoirs (match nul 3-3) le 21 mai 1990, l'équipe de France espoirs a terminé cinquième sur huit équipes.
Il est de nouveau appelé en août 1990, mais reste sur le banc.

### Reconversion
Franck Chaumin devient entraîneur des gardiens après sa carrière. Il commence à l'EA Guingamp lors de la saison 2001-2002 jusqu'à la saison 2003-2004.
Il part ensuite entraîner les gardiens de but du centre de formation du FC Nantes jusqu'en 2009.
Il enchaîne successivement par le Vannes OC (2009-2010) puis avec la sélection nationale du Mali entraînée par Alain Giresse (2010-2013).
Il revient en France en 2013 aux Girondins de Bordeaux, où il entraîne les gardiens du centre de formation, ainsi que ceux de l'équipe professionnelle lors de la saison 2017-2018.

## Statistiques
| Saison                | Club                   | Championnat           | Championnat | Championnat | Coupe(s) nationale(s) | Coupe(s) nationale(s) | France espoirs | France espoirs | Total | Total |
| Saison                | Club                   | Division              | M.          | B.          | M.                    | B.                    | M.             | B.             | M.    | B.    |
| 1986-1987             | INF Vichy              | D3                    | -           | -           | -                     | -                     | -              | -              | 0     | 0     |
| 1987-1988             | INF Vichy              | D3                    | -           | -           | -                     | -                     | -              | -              | 0     | 0     |
| 1988-1989             | INF Vichy              | D3                    | -           | -           | 1                     | -3                    | -              | -              | 1     | -3    |
| Sous-total            | Sous-total             | Sous-total            | -           | -           | 1                     | -3                    | 0              | 0              | 1     | -3    |
| 1989-1990             | Quimper CFC            | D2                    | 20          | -29         | -                     | -                     | 3              | -5             | 23    | -34   |
| 1990-1991             | Stade quimpérois       | D3                    | -           | -           | -                     | -                     | -              | -              | 0     | 0     |
| Sous-total            | Sous-total             | Sous-total            | 20          | -29         | -                     | -                     | 3              | -5             | 23    | -34   |
| 1991-1992             | Gazélec Ajaccio        | D2                    | 34          | -43         | 4                     | -6                    | -              | -              | 38    | -49   |
| 1992-1993             | Gazélec Ajaccio        | D2                    | 34          | -55         | 3                     | -3                    | -              | -              | 37    | -58   |
| Sous-total            | Sous-total             | Sous-total            | 68          | -98         | 7                     | -9                    | 0              | 0              | 75    | -107  |
| 1993-1994             | FC Sochaux-Montbéliard | D1                    | -           | -           | -                     | -                     | -              | -              | 0     | 0     |
| 1994-1995             | FC Sochaux-Montbéliard | D1                    | -           | -           | -                     | -                     | -              | -              | 0     | 0     |
| Sous-total            | Sous-total             | Sous-total            | 0           | 0           | 0                     | 0                     | 0              | 0              | 0     | 0     |
| 1995-1996             | FC Mulhouse            | D2                    | 23          | -27         | 2                     | -1                    | -              | -              | 25    | -28   |
| 1996-1997             | FC Mulhouse            | D2                    | 26          | -29         | 1                     | -2                    | -              | -              | 27    | -31   |
| 1997-1998             | FC Mulhouse            | D2                    | 31          | -38         | 2                     | -3                    | -              | -              | 33    | -41   |
| Sous-total            | Sous-total             | Sous-total            | 80          | -94         | 5                     | -6                    | 0              | 0              | 85    | -100  |
| Total sur la carrière | Total sur la carrière  | Total sur la carrière | 168         | -221        | 13                    | -18                   | 3              | -5             | 184   | -244  |